# Атанацкович, Богобой
Богобой Атанацкович (серб. Bogoboj Atanacković; 1826—1858) — сербский адвокат, писатель и поэт.
Богобой Атанацкович родился в 1826 году в городе Байя, в венгерском регионе Бачка.
Начальную и среднюю школы закончил в своем родном городе. По окончании средней школы и колледжа Атанацкович изучал юриспруденцию в столице Венгрии городе Будапеште, где принимал участие в революционном движении молодежи вплоть до Революции 1848—1849 годов в Венгрии. Курс права был завершён Атанацковичем в Вене; где он познакомился с Вуком Караджичем и Джуро Данчичем и стал сторонником их идей.
По окончании обучения работал в Нови-Саде в качестве нотариуса и адвоката практически до самой смерти. В 1846 году напечатал два тома повестей, озаглавленные «Дарак Србкини»; в 1852 году начал издавать все свои сочинения под заглавием «Пуполци», между которыми находился большой роман «Два идола». Также он был сотрудником журнала «Световид».
Богобой Атанацкович скончался в 1858 году в родном городе.

## Избранная библиография
- Darak Srbkinyi 1845—1846,
- Dva idola 1851—1852,
- Knyiga za dobre ciele.